# Eric Upshall
Pour les articles homonymes, voir Upshall.
Eric Malcolm Thomas Upshall  (né le 24 décembre 1951) est homme politique provincial canadien de la Saskatchewan. Il représente la circonscription d'Humboldt et de Watrous à titre de député du Nouveau Parti démocratique de 1986 à 1999.

## Biographie
Né à Yorkton en Saskatchewan, Upshall entame sa carrière politique en 1986. Réélu en 1991 et 1995, il sert comme ministre de l'Agriculture dans le gouvernement de Roy Romanow. Il est défait par Donna Harpauer en 1999.